# Guerra contra el narcotráfico en México
La guerra contra el narcotráfico en México, comúnmente llamada guerra contra el narco, es un conflicto armado interno en México librado por el Estado mexicano en contra de los cárteles que controlan diversas actividades ilegales, principalmente el narcotráfico y en el que participan además Grupos de Autodefensa Popular y Comunitaria conformados por civiles. El inicio oficial del conflicto fue el 11 de diciembre de 2006, cuando el gobierno federal anunció un operativo contra el crimen organizado en el estado de Michoacán, donde a lo largo de 2006 se habían contabilizado cerca de 500 asesinatos entre miembros de los cárteles del narcotráfico (véase «Cronología de la guerra contra el narcotráfico en México»). Para enfrentarlos, el gobierno mexicano privilegió el uso de las fuerzas armadas. Desde el inicio del conflicto se movilizo a la Policía Federal en compañía de los cuerpos de seguridad de cada entidad federativa y de diversos municipios. A ellos se han sumado el ejército y la marina.
De acuerdo con datos de la Secretaría de Seguridad Pública Federal, hasta marzo de 2010 se había detenido a 121,199 personas a las cuales se ha vinculado con grupos del crimen organizado. Los grupos más afectados por las detenciones son los cárteles del Golfo y Los Zetas. Muchos de los detenidos aún no han recibido sentencia. Algunas de las aprehensiones más notables son las de Édgar Valdez Villarreal alias "La Barbie", José de Jesús Méndez Vargas alias "El Chango", Servando Gómez Martínez alias "La Tuta", Rubén Oseguera González alias "El Menchito", Joaquín Guzmán Loera alias "El Chapo", José Antonio Yépez Ortiz alias "El Marro", y Ovidio Guzmán López alias "El Ratón".
Entre diciembre de 2006 y enero de 2012 murieron alrededor de 121,000 personas mediante ejecuciones, enfrentamientos entre bandas rivales y agresiones a la autoridad. En 2019 el número ascendió a casi 275,000 desde 2006, sobrepasando los 30,000 solo en el año 2019. Este número de víctimas engloba a narcotraficantes, efectivos de los cuerpos de seguridad y civiles. Entre los civiles se encuentran periodistas, defensores de los derechos humanos y personas sin identidad o no identificadas que son ejecutadas por los cárteles. Entre los narcotraficantes fallecidos en operaciones realizadas por las fuerzas del gobierno se encuentran Arturo Beltrán Leyva, Ignacio Coronel Villarreal, Antonio Cárdenas Guillén, Heriberto Lazcano Lazcano y Nazario Moreno González. Se desconoce con precisión el número de asesinatos de personas sin relación con actividades delictivas —que son llamadas «daños colaterales» por el gobierno.—, los cuales han sido denunciados por diversas organizaciones. Múltiples estudios académicos han estudiado las razones y los incentivos que provocaron la violencia del ejército y la policía durante la Guerra contra las Drogas, así como los métodos para prevenirlos y detenerlos. 
El presidente Andrés Manuel López Obrador declaró en 2019 que se había acabado la guerra contra el narco, y que "buscaría la paz". Sin embargo, los comentarios del presidente fueron recibidos con duras críticas, esto debido a que la tasa de homicidios durante su gobierno siguió siendo alta.
Por otro lado, el 10 de diciembre de 2019, a 13 años del inicio del conflicto, es detenido en Texas Genaro García Luna, quien fuera Secretario de Seguridad Pública durante el sexenio de Felipe Calderón, y uno de los principales líderes de operación de la Guerra. Se le acusó de conspiración para efectos de tráfico de drogas, cobro de sobornos efectuados por el Cártel de Sinaloa y falsedad en declaraciones. Con tal acusación, la opinión pública puso en tela de juicio la objetividad del combate armado durante la administración de Calderón; este último negando también conocer las actividades ilícitas de García Luna.
El 15 de octubre de 2020, Salvador Cienfuegos, extitular de la Secretaría de la Defensa Nacional durante el sexenio de Enrique Peña Nieto, fue detenido en el Aeropuerto Internacional de Los Ángeles a solicitud de la DEA, como parte de la "Operación Padrino", donde se le imputaron los delitos de producción y distribución de  drogas hacia Estados Unidos, además de lavado de dinero, y presuntamente por su participación como valioso operador para el  Cártel de los Beltrán Leyva, donde era conocido como "El Padrino" o "Zepeda". Un mes después mediante una petición del presidente López Obrador y el canciller Marcelo Ebrard, se solicitó la extradición a México, donde fue puesto en libertad de forma inmediata para asombro de la sociedad civil y la comunidad internacional.

## Antecedentes y origen de los cárteles
El nacimiento de la mayoría de los cárteles mexicanos se remonta en la década de los 70, con el antiguo agente judicial mexicano Miguel Ángel Félix Gallardo ("El padrino"), que fundó junto a Ernesto Fonseca Carrillo el Cártel de Guadalajara en el año 1975 con la complicidad de la Dirección Federal de Seguridad. Ellos controlaron la mayor parte del comercio ilegal de drogas en México y los corredores de tráfico a través de la frontera entre México y Estados Unidos (Baja California, Sonora, Chihuahua y Coahuila), mientras que Juan García Ábrego líder del Cártel del Golfo (el cual fue fundado en los años 1930), controlaba el tráfico de marihuana y opio en el noreste del país (Tamaulipas).

### Asesinato de Enrique Camarena
El agente de la DEA Enrique Camarena comisionado en Guadalajara, se infiltró en la organización logrando grandes golpes en contra de esta, entre ellas, la operación en rancho búfalo el cual fue fotografiado por el piloto Alfredo Zavala lo que derivó en su destrucción en una mega operación del ejército mexicano, por lo que se ordenó la ejecución del agente, provocando un conflicto diplomático entre Estados Unidos y México, el Cártel de Guadalajara sufrió un duro golpe en 1985, cuando, por órdenes del gobierno federal, el Agente Federal Guillermo González Calderoni fue enviado a capturar a Rafael Caro Quintero, quien sería detenido en el extranjero y más tarde condenado por el asesinato del agente de la DEA Enrique Camarena. "El Padrino", entonces decidió mediar para reconocer los territorios a sus respectivos socios y operadores.
La ruta de Tijuana (Baja California) estaría bajo el control de los hermanos Arellano Félix en asociación con Ismael Zambada García. El área de Ciudad Juárez (Chihuahua) estaría bajo Rafael Aguilar Guajardo. Por su parte Ismael Zambada García se haría cargo de las operaciones de la costa del Pacífico en el Estado de Sinaloa. La Dirección Federal de Seguridad sería disuelta en 1985.

### Presidencia de Carlos Salinas de Gortari
Carlos Salinas de Gortari asume la presidencia de México, para desviar la atención de las acusaciones de fraude y para aliviar las tensiones con Estados Unidos a causa del asesinato de Camarena, Calderoni sería enviado a capturar a Félix Gallardo quien fue detenido el 8 de abril de 1989.
El 13 de febrero de 1989 se crea el Centro de Investigación y Seguridad Nacional.

### Cártel de Sinaloa, Cártel de Juárez y Cártel de Tijuana
Los enfrentamientos entre los cárteles comenzaron en serio después de la detención en 1989 de Miguel Ángel Félix Gallardo, principalmente entre las 3 organizaciones que se originaron a causa de la disolución del Cártel de Guadalajara.
El Cártel de Sinaloa fue el producto de la alianza entre Ismael Zambada García y el Cártel de Juárez fundado por Amado Carrillo Fuentes, para poder pelear el área de Tijuana, controlado en su totalidad por los Arellano Félix, quienes reorganizaron su agrupación convirtiéndose así en el Cártel de Tijuana y debido a su rivalidad con el Mayo Zambada (quien se replegó de Tijuana) y el Chapo, comenzaron a asesinar personas que trabajaran para el cártel de Sinaloa y Juárez, lo que derivo en una guerra entre ambas organizaciones además de hacer estallar un coche bomba en una de las residencias de El Chapo Guzmán en septiembre de 1992.
El 8 de noviembre de 1992 integrantes del Cártel de Sinaloa (según algunas fuentes acompañados por elementos de la policía judicial del estado) atacan la Discoteca Christine en Puerto Vallarta, dejando un saldo de 6 personas asesinadas y 3 heridos, los hermanos Arellano Félix quienes frecuentaban ese club nocturno escaparon del lugar.
Los hechos de violencia entre las dos organizaciones continuaron hasta que el 24 de mayo de 1993 es asesinado el cardenal Posadas en el Aeropuerto Internacional de Guadalajara en un enfrentamiento entre los Arellano Félix y el Chapo Guzmán hecho por el cual el gobierno mexicano lanzaría una cacería nacional con el objetivo de detener a Guzmán. 
El 9 de junio de 1993, 15 días después del asesinato del cardenal, Guzmán Loera es capturado en Guatemala entregado por su jefe Amado Carrillo Fuentes.
El 24 de noviembre de 1993, los sicarios del Cártel de Tijuana intentan asesinar a Amado Carrillo Fuentes, alias El Señor de los Cielos y líder del Cártel de Juárez, en el restaurante Ochoa Bali-Hai de la Ciudad de México. El suceso ocasiona un enfrentamiento armado entre ambas organizaciones y en consecuencia resultan dos personas asesinadas, Amado Carrillo Fuentes y su familia logran escapar por la puerta trasera del lugar gracias a la protección de sus guardaespaldas.

### Presidencia de Ernesto Zedillo
Durante el Sexenio de Ernesto Zedillo y para mejorar la opinión pública del gobierno para con la población, se intensificó la persecución de los grandes capos. El 23 de junio de 1995, Héctor Palma Salazar es detenido lo cual fue un duro golpe para la organización de Sinaloa.
En 1996 el General José de Jesús Gutiérrez Rebollo fue nombrado jefe del Instituto Nacional para el Combate a las Drogas (INCD) puesto desde el cual brindó protección al Cártel de Juárez de Amado Carrillo Fuentes.
El 14 de enero de 1996, Juan García Ábrego es detenido en Monterrey y deportado a Estados Unidos por ser ciudadano estadounidense.

### Los Zetas
En julio de 1997, Osiel Cárdenas Guillén, el nuevo líder del Cártel del Golfo, reclutó a Arturo Guzmán Decena  y este a su vez, comenzó a reclutar elementos de las Fuerzas Armadas comisionados a la Policía Federal Judicial para formar la escolta personal de Cárdenas Guillen, posteriormente reclutaría a varios miembros desertores de las fuerzas especiales dando origen al grupo paramilitar e insurgente conocido como Los Zetas.

### Cártel del Milenio
El 9 de febrero de 1997, es detenido en las oficinas de la SEDENA el General José de Jesús Gutiérrez Rebollo por lo que Amado Carrillo Fuentes intenta escapar del país falleciendo el 4 de julio de 1997 cuando se realizaba una cirugía facial. Tras la muerte de Carrillo, sus antiguos socios tuvieron que reestructurar la organización, entre ellos se encontraba Armando Valencia Cornelio quien controlaba el tráfico en los estados de Michoacán y Colima, debido a la detención de sus principales socios, se independizó y con ello pasó a fundar el Cártel del Milenio. 

## La Alternancia, El PAN asume el poder
El sexenio de Ernesto Zedillo cerró con una suma total de 70,000 homicidios y una tasa de homicidios de 15.1 por cada 100 mil habitantes, esto sumado a los homicidios cometidos durante los Sexenios de Miguel de la Madrid y Salinas de Gortari, los cuales alcanzaron juntos la cantidad de 140 000 homicidios provocados por la violencia entre los cárteles.

### Presidencia de Vicente Fox
Tras unas aplastantes elecciones, Vicente Fox Quesada asumió la presidencia de la república en el 2000, siendo la primera vez que el PRI perdía las elecciones presidenciales frente a a la oposición del PAN. El nuevo gobierno tenía muchos problemas que enfrentar, por un lado México se encontraba en una crisis de seguridad, pues la tasa de homicidios iba en aumento, los enfrentamientos entre cárteles se habían reanudado, pues las organizaciones emanadas del Cártel de Guadalajara aún seguían compitiendo por las rutas de tráfico.
A esto se sumó el rápido ascenso de Los Zetas el brazo armado del Cártel del Golfo como una de las organizaciones más violentas del país, grupo el cual comenzó a tomar territorios a base de violencia, por otro lado, la guerra entre los aliados del Cártel de Sinaloa y el Cártel de Tijuana aún continuaba.
El 11 de septiembre de  2001 ocurre un atentado en contra de diferentes instalaciones estratégicas en Estados Unidos, motivo por el cual las fronteras fueron cerradas, lo que convirtió las rutas del narcotráfico en cuestión de vida o muerte para los cárteles.
El 19 de enero de 2001 se fuga del Penal de Puente Grande, Joaquín "el Chapo" Guzmán, repuntando la violencia entre el Cártel de Sinaloa y el Cártel de Tijuana con el retorno de Guzmán a la organización.
El 5 de febrero de 2002, según los reportes de la DEA y de la PGR, Ramón Arellano Félix llega a la ciudad de Mazatlán, Sinaloa con el fin de perpetrar un asesinato en contra de Ismael Zambada García, alias El Mayo Zambada y líder del Cártel de Sinaloa, sin embargo, el 10 de febrero del mismo año, es detenido por agentes de la policía ministerial de la ciudad cuando se trasladaba por vehículo acompañado por dos hombres (Manuel López y Héctor Solórzano). Repentinamente cuando la policía ministerial trataba de llevar a cabo una revisión rutinaria, se desata una balacera entre ambos grupos.
En el enfrentamiento, Ramón Arellano Félix es asesinado frustrándose así el intento de homicidio contra El Mayo Zambada. También resultan asesinados Héctor Solórzano, escolta de Ramón Arellano Félix, así como un policía ministerial.
Tras la muerte de Ramón Arellano, el Chapo Guzmán acuerda una alianza con otros capos, entre ellos Nazario Moreno González, Vicente Carrillo Fuentes, Los Beltrán Leyva y Los Valencia (Cartel del Milenio), estos últimos teniendo problemas territoriales con el Cártel del Golfo, pues su brazo armado Los Zetas se habían adueñado de varias plazas suyas. 
En Tamaulipas, el Cártel del Golfo y Los Zetas (comandados por Arturo Guzmán Decena), iniciarían una serie de ataques en contra de miembros de organizaciones rivales de la entidad, entre ellas los Texas.
Finalmente, Arturo Guzmán Decena, fundador de Los Zetas, fue abatido en Matamoros, Tamaulipas en un enfrentamiento con el ejército mexicano en noviembre de 2002.
El 14 de marzo de 2003, es capturado Osiel Cárdenas Guillen tras una serie de tiroteos en Matamoros, Tamaulipas. Presuntamente, miembros del Cártel de Sinaloa filtraron su ubicación a las autoridades. El cartel de Sinaloa inicia de manera ofensiva una guerra contra el Cartel del Golfo y su brazo armado Los Zetas, por el control de Tamaulipas. 
El 2 de agosto de 2003, un grupo de sicarios de Los Zetas realiza una serie de ataques en contra de autoridades en Nuevo Laredo Tamaulipas, además de cometer una serie de asesinatos en contra de un grupo local llamado Los Texas, tras este hecho, los Zetas se quedan con el control de Nuevo Laredo.
En 2004, el presidente Vicente Fox envió tropas militares a Nuevo Laredo a combatir a los cárteles. Se estima que alrededor de 110 personas murieron en Nuevo Laredo, entre enero y agosto de 2005, como consecuencia de los enfrentamientos entre el Cártel del Golfo y el de Sinaloa. En 2005, La Familia Michoacana se estableció en el estado de Michoacán incrementando la violencia[cita requerida].

## Presidencia de Felipe Calderón Hinojosa. El Gobierno declara la Guerra a los Cárteles
El 10 de diciembre de 2006, Calderón declaró una ofensiva total contra todo cártel de la droga en México, dando oficialmente inicio a la guerra contra el narcotráfico.

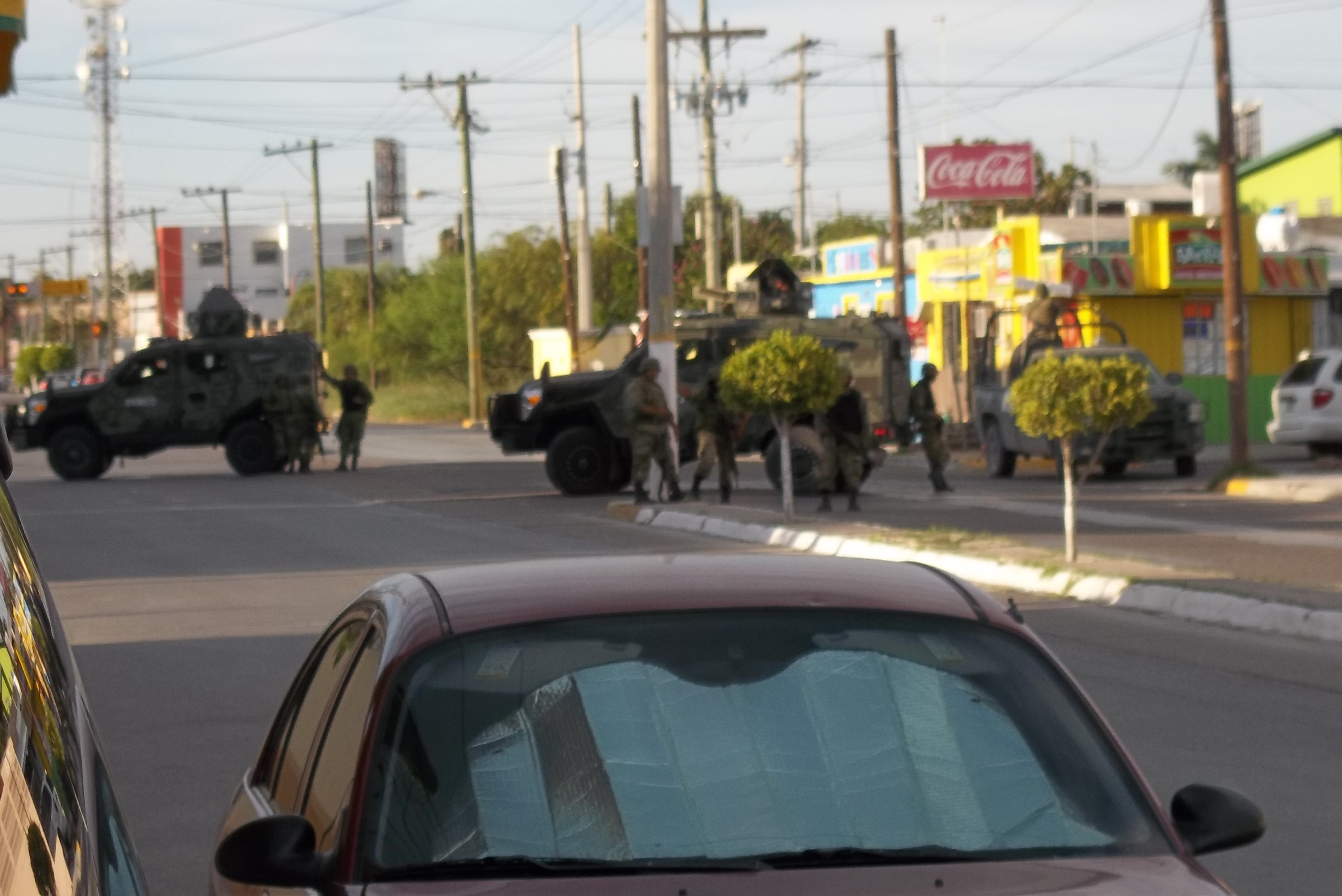
Soldados mexicanos cateando una casa de operaciones del Cártel del Golfo

### Operativo conjunto Michoacán[65]
El 11 de diciembre de 2006, el presidente Felipe Calderón Hinojosa envia 6500 tropas federales al estado de Michoacán para poner fin a la violencia provocada por los cárteles de la droga (Operación Michoacán). Esta acción es considerada como la primera gran operación contra el crimen organizado, y es generalmente vista como el punto de inicio de la guerra entre el gobierno y los cárteles de la droga. Durante esta operación se realizaron detenciones en contra del Cártel del Milenio, La Familia Michoacana y Los Zetas. 

### Operación Noreste y la Batalla por Tamaulipas
La Operación Noreste es iniciada en 2008, el operativo realizado en los estados de Nuevo León, Tamaulipas, San Luis Potosí, y Coahuila por las fuerzas armadas, con el objetivo de diezmar las operaciones del Cártel del Golfo, y Los Zetas quienes se encontraban en guerra contra el Cártel de Sinaloa y sus aliados.
Para 2009 el grupo conocido como Los Zetas controlaba más de la mitad del estado de Tamaulipas y una cuarta parte del territorio nacional, lo que lo convirtió en la organización más peligrosa del país.
El 30 de enero de 2010, varios integrantes de Los Zetas, bajo las órdenes de Miguel Treviño Morales, secuestraron y ejecutaron a 16 miembros del Cártel del Golfo en Reynosa, Tamaulipas, después de una disputa generada por el asesinato de Víctor Peña Mendoza, alias "El Concorde 3" lugarteniente de Treviño Morales, líder de Los Zetas.8 Durante la captura, los del Golfo forzaron a Peña Mendoza a que cambiara de bando y dejara a Los Zetas. Al no hacerlo, fue ejecutado, presuntamente por órdenes de Samuel Flores Borrego.8 Cuando Treviño Morales se enteró de lo sucedido, le dio un ultimátum a Flores Borrego y a Jorge Eduardo Costilla Sánchez. 
El 24 de febrero de 2010 miembros del Cártel del Golfo lanzan una ofensiva Masiva contra las plazas de Los Zetas en Ciudad Mier, Valle Hermoso y Miguel Alemán.
Después de la ruptura de ambas organizaciones, todos los cárteles mexicanos se alinearon en dos bandos, uno encabezado por Los Zetas y Cártel de los Beltrán Leyva y el otro encabezado por el Cártel de Sinaloa y el Cártel del Golfo. El conflicto al principio favoreció al Cártel del Golfo, provocando un repliegue de los Zetas pero tan solo un mes después, los Zetas lanzan una contraofensiva masiva contra el Cártel del Golfo recuperando el territorio perdido.
En marzo de 2010 aparecen mantas firmadas por el Cártel del Golfo amenazando a Los Zetas.
El 15 de abril de 2010, personal de la Armada de México asegura a tres miembros de Los Zetas, aproximadamente 243 Kilogramos de cocaína y armas en Nuevo León, Esta acción se llevó a cabo en un domicilio ubicado en la calle Juárez de la colonia Centro del Municipio de Ciénega de Flores así como 229 paquetes de polvo blanco, mismos que tras las pruebas periciales correspondientes dieron positivo a cocaína, arrojando un peso bruto aproximado de 243 kilogramos.

#### La frontera Chica
Como resultado de la guerra entre el Cártel del Golfo y Los Zetas, principalmente en el estado de Tamaulipas, numerosas ciudades fronterizas se convirtieran en "pueblos fantasma", tal es el caso de la franja fronteriza conocida como "La Frontera Chica" conformada por las ciudades de Miguel Alemán, Mier, Camargo y Nueva Ciudad Guerrero. 
Es por eso que el Ejército mexicano, junto con la Policía Federal extienden sus actividades y ponen en marcha un operativo en torno al norte del estado de Tamaulipas, permitiendo que cientos de familias regresaran a sus hogares después de meses de exilio en otros estados, principalmente en municipios como Mier, en donde se da el regreso de alrededor de 4000 personas. Calderón dijo que los cárteles buscaban "reemplazar al gobierno" y de "estar tratando de imponer un monopolio a través de la fuerza de las armas, e incluso están tratando de imponer sus propias leyes".
El 11 de marzo de 2010 la Marina Armada de México desembarca en costas tamaulipecas desde donde inician un barrido hacia el interior del estado acciones durante las cuales se dan enfrentamientos con miembros de la delincuencia organizada en diferentes municipios del estado.

### Primera Masacre de San Fernando
El 24 de agosto de 2010 personal naval que realizaba operaciones en inmediaciones de San Fernando, Tamaulipas, repelió una agresión por parte de presuntos integrantes de la delincuencia organizada.
Los hechos se derivaron después de que en un puesto de control carretero que personal naval mantenía en las inmediaciones del citado lugar, arribó una persona del sexo masculino, con el fin de solicitar apoyo médico, ya que presentaba una herida por arma de fuego.
Dicha persona herida denunció haber sufrido tal agresión por parte de miembros de un grupo delictivo, en un rancho cercano al lugar donde se encontraba dicho puesto de control.
Por tal motivo, personal de Infantería con el apoyo de unidades aeronavales, se dirigió al área indicada, avistando desde el aire a los infractores de la ley, quienes al notar la presencia de los elementos de la Armada de México abrieron fuego e iniciaron la huida a bordo de varios vehículos. Al repeler varias agresiones fue asegurado un presunto delincuente menor de edad,  quien se encuentra a disposición de la Procuraduría General de la República. En el enfrentamiento perdió la vida un elemento de la Armada de México y tres presuntos delincuentes.
En seguimiento a la investigación, el personal naval se desplazó nuevamente al área con el fin de ubicar el lugar referido por el herido. En este sitio a 22 kilómetros al este-noreste de San Fernando, Tamaulipas, fueron encontrados los cuerpos sin vida de 72 personas (58 hombres y 14 mujeres). Tras estos hechos, la marina envió 1,500 elementos más a los estados de Tamaulipas y Nuevo León
El 7 de octubre de 2012, la Armada de México respondió a una denuncia civil que informaba de la presencia de hombres armados en Sabinas, Coahuila. A la llegada de la Armada de México, los hombres armados lanzaron granadas contra los marinos desde un vehículo en movimiento, lo que provocó un tiroteo que dejó al líder Zeta, Heriberto Lazcano y otro pistolero muertos, además de un herido leve del lado de la marina. En el vehículo se encontraron, 12 granadas, un lanzador de granadas propulsadas por cohetes y dos fusiles, de acuerdo con la Armada. Esta misma además logró confirmar la muerte del líder Zeta a través de la verificación de huellas dactilares y fotografías de su cadáver antes de entregar el cuerpo a las autoridades locales. Lazcano era el líder más poderoso del cártel de los zetas hasta que fue abatido. Esta muerte se produjo horas después de que la Marina detuvo a un alto miembro de los zetas en Nuevo Laredo, Tamaulipas, Salvador Alfonso Martínez Escobedo.

#### Situación en el Pacífico
Mientras que en los estados de Guerrero y Michoacán se llevaron a cabo importantes operativos en contra de los cárteles, en el Estado de Sinaloa el combate se centró más en la destrucción de plantíos de marihuana, y laboratorios de metanfetamina, con escaramuzas menores entre las fuerzas armadas y comandos del Cártel de Sinaloa. Manuel Torres Félix, uno de los líderes del cártel de Sinaloa, murió en un tiroteo con el Ejército Mexicano en la comunidad de Oso Viejo, en Culiacán, Sinaloa temprano en la mañana del 13 de octubre de 2012. Su cuerpo fue enviado al centro forense y fue vigilado por militares para evitar que fuera robado.
Después del tiroteo, los militares confiscaron varios alijos de armas, municiones y otros materiales.
Antes de su muerte, Torres Félix fue una figura clave e importante narcotraficante de Ismael Zambada García y Joaquín Guzmán Loera, el hombre más buscado de México.
Jesús Gregorio Villanueva Rodriguez "El R-5" un mayor Lugarteniente del Chapo Guzman en Sonora en 2010-2013 fue eliminado en Hermosillo, Sonora, Mexico por una traición interna que llevo a peleas internas en todos los Operativos/Grupos Gente Nueva en Sonora, Chihuahua, Sinaloa, y Durango. A partir de la muerte de Villanueva Rodriguez el Chapo fue perdiendo poco a poco la alianza que tenía con las Familias en Sonora como Los Paredes en el noreste de Sonora, y Los Salazar en el sur de Sonora.

## Presidencia de Enrique Peña Nieto

### Nueva estrategia de la guerra
El 1 de diciembre del 2012 toma posesión Enrique Peña Nieto. A su llegada se dio un cambio de estrategia. El nuevo gobierno dejaría las grandes operaciones en contra de los cárteles y pasaría a una estrategia enfocada en la prevención, reduciendo el número de tropas desplegadas en territorio nacional y enviándolas solamente a estados con alta incidencia delictiva. 
Con la retirada gradual de las fuerzas armadas de las calles (35% menos que en 2012), y su envió solamente a zonas muy conflictivas del país como Guerrero, Sinaloa, Tamaulipas y Durango como nueva estrategia de combate, los cárteles tenían el camino prácticamente libre para recuperar el control de sus plazas, sin embargo debido a las constantes capturas y abatimientos por parte de las fuerzas armadas, para 2013 los únicos carteles que se mantenían intactos en su estructura eran el Cártel de Sinaloa y el Cártel de Juárez, además del Cártel de los Caballeros Templarios que nació con los reductos de la Familia Michoacana y el Cártel de Jalisco Nueva Generación el cual era una escisión del Cártel del Milenio. 
Los demás carteles entraron en disputas por mantener liderazgos estables, como lo es el caso de Los Zetas y el Cártel del Golfo, los cuáles después de la muerte de sus principales líderes se fragmentaron en docenas de células, más pequeñas pero más violentas. 

### Levantamiento de los grupos de Autodefensa
El 24 de febrero de 2013 se lleva a cabo el levantamiento armado de los Grupos de autodefensa en La Ruana y Tepalcatepec en el estado de Michoacán, por iniciativa de un limonero local llamado Hipólito Mora y en contra de los grupos criminales de la Familia Michoacana y los Caballeros templarios los que mantenían en un estado de semi-esclavitud a la población michoacana. Posteriormente La Policía Comunitaria organiza su propio levantamiento en el estado de Guerrero bajo el mando de Nestora Salgado. A partir de este momento en todo el país se originan movimientos similares. Los enfrentamientos se dieron en todo el estado de Michoacán provocando numerosas bajas a los Caballeros Templarios.
Para enero de 2014 las autodefensas controlaban la mitad del territorio michoacano y continuaron avanzando hasta tener el control del 70% del estado, facilitando la captura de 10 de los principales líderes de los caballeros templarios.
En abril de 2014 el consejo de autodefensas sostiene acuerdos con el gobierno federal para llevar a cabo el desarme de los grupos armados. En estas reuniones empiezan a surgir disputas entre los autodefensas, quienes exigían primero la captura de Servando Gómez Martínez "La Tuta", antes de acceder al desarme. 
El 7 de junio, José Manuel Mireles exvocero de las autodefensas es capturado bajo cargos de posesión de armas de fuego exclusivas del ejército.
El 16 de diciembre de 2014 se da un enfrentamiento entre un grupo conocido como los H3 y el grupo de autodefensas comandado por Hipólito Mora, dejando como saldo 11 muertos entre ellos el hijo del fundador de las autodefensas.
Después de la captura de Mireles y la disminución de Hipólito Mora, los grupos de autodefensa fueron objetivos de ataques por parte de un nuevo cartel el de Los Viagras y los H3. Desembocando en la disolución del movimiento, pero en palabras del propio fundador:
“Estamos tranquilos, orgullosos porque hicimos cosas importantes. Somos personas pobres que siempre buscamos el bien común. Hay cosas positivas que sacamos de eso, de haber tomado las armas y pelear contra Los Caballeros Templarios”, expresó Mora Chávez.
Muchos ex autodefensas expresan que su principal motivo (era deshacerse del yugo de los caballeros templarios) por lo que aseguran valió la pena su movimiento.
En febrero de 2016 el gobernador Silvano Aureoles asegura que las autodefensas serían disueltas y entregó 700 reconocimientos a civiles que participaron en este movimiento. Y se abrió la convocatoria para todos los que quisieran participar en la nueva policía estatal.
Finalmente en parte gracias al movimiento armado, el último líder templario fue capturado, y el cártel de los Caballeros Templarios se dio por desarticulado, actualmente diferentes células de los Caballeros Templarios entre ellos «los viagras» y los «h3» se disputan el control territorial del estado, a esto se sumó la intervención del CJNG.

### Desaparición forzada de Iguala de 2014
La desaparición forzada de Iguala de 2014 fue una serie de episodios de violencia ocurridos durante la noche del 26 de septiembre y la madrugada del 27 de septiembre del 2014, en el que la policía municipal de Iguala (220 km al sur de la Ciudad de México) en complicidad con miembros del Cártel de Guerreros Unidos persiguió y atacó a estudiantes de la Escuela Normal Rural de Ayotzinapa (257 km al sureste de Iguala). En dicho enfrentamiento habrían resultado heridos periodistas y civiles. Los hechos dejaron un saldo de al menos 9 personas fallecidas, 43 estudiantes desaparecidos de esa escuela normal rural y 27 heridos.

### Fractura de Los Zetas y el Cártel del Golfo
Luego de la muerte de Heriberto Lazcano Lazcano, y la captura de Miguel Ángel Treviño Morales, el liderazgo paso a manos de Omar Treviño Morales quién es capturado después de dos años en el mando.
Después de la captura de Omar Treviño Morales alias el "Z42" en 2015, su hermano Juan Francisco Treviño Morales asumió el liderazgo de Los Zetas ante el descontento de otros líderes que también ambicionaban con el control de la organización. Dicha disputa por el liderazgo llevó a enfrentamientos entre las diferentes facciones de Los Zetas por el control de los territorios, y por tal motivo Juan Francisco Alias Kiko Treviño renombró a las células bajo su mando como Cártel del Noreste, (se sabe que así se llamaba a la antigua alianza entre los Zetas y los Beltrán Leyva) e inmediatamente se hizo pública su creación, teniendo entendido que su principal bastión sería la plaza de Nuevo Laredo. Por otro lado el Cártel del Golfo sufrió su propia fractura después del arresto de Mario Ramírez Treviño, cuando Homero Cárdenas Guillén tomó el mando de la organización escudándose en su facción Los Ciclones, esto no fue bien visto por Los rojos comandado por Juan Reyes Mejía González líder del Cártel de los Rojos, ni por Juan Manuel Loisa Salinas alias "Comandante Toro" líder de Los Metros. Como consecuencia de estas fracturas internas se dio una alianza entre dos facciones del cártel de los Zetas y El Cártel del Golfo, Grupo Operativo Zeta, y Grupo Bravo del CDG los que rápidamente se hicieron de plazas en el estado de Tamaulipas y amenazaron con tomar represalias contra las facciones que no se alinearan a la nueva organización, desaparecida en febrero de 2018 con la captura del último Zeta original José María Guízar Valencia, alias Z-43, en Ciudad de México.

### Disputa entre el Cartel de Jalisco, Sinaloa y los Beltrán Leyva
Después de la recaptura de El Chapo Guzmán, grupos armados intentaron hacerse con territorios bajo control del Cártel de Sinaloa. Entre estos grupos se encuentra el Cártel de Jalisco Nueva Generación, el cual se declaró enemigo del Cártel de Sinaloa, y cobrando rápidamente fuerza ante la incompetencia de las autoridades municipales para frenar su expansión, el Cártel de Jalisco se internó en territorios del Cártel de Sinaloa, e inició una campaña de ataques en contra de los grupos de autodefensa que controlan Michoacán, reactivando la violencia en la zona sur y pacífico del País. El día 1 de mayo de 2015 por la presunta detención del líder del Cartel Jalisco Nueva Generación (CJNG) Nemesio Oseguera Cervantes, alias  "El Mencho" o "El Cuini", el cártel efectúa una serie de ataques coordinados en el Estado de Jalisco en contra de las fuerzas federales, desencadenó, una serie de narcobloqueos en la zona metropolitana de carreteras y poblaciones, generando incendios de vehículos, gasolineras y sucursales bancarias. Se estima que se tiene un saldo de 7 personas muertas, 15 heridos, 15 detenidos, según el gobernador Aristóteles Sandoval. Además de los narcobloqueos los sicarios supuestamente pertenecientes al Cártel de Jalisco Nueva Generación (CJNG) derriban un helicóptero del ejército donde mueren 3 militares. Este ataque generado de manera coordinado se extendió a diversos estados de la República Mexicana entre ellos Colima, Guanajuato y Michoacán. Con base a los acontecimientos registrados se activó el Código Rojo el cual representa un estado de alerta a la población, del cual surgió una paranoia porque llegaban imágenes de autos totalmente incendiados, y gasolineras en llamas, sucursales bancarias totalmente desmanteladas, asimismo estos hechos provocaron una serie de rumores sobre el estado de transporte y movimiento de las personas y hasta la falta de libertad de los gobernantes del estado.
El 30 de septiembre de 2016 elementos del Ejército fueron emboscados por una banda criminal en Culiacán, cuando trasladaban a Julio Óscar Ortiz Vega, alias "El Kevin", después de su captura. Estos hechos dejaron como saldo 6 militares muertos y ocho heridos, así como el rescate de Ortiz Vega. Tres soldados que fueron abatidos durante el enfrentamiento murieron quemados dentro de los vehículos. Ante este ataque, el Secretario de la Defensa Nacional, Salvador Cienfuegos Zepeda, declaró en un homenaje a los soldados muertos:
"Este artero y cobarde ataque no es sólo una afrenta al Ejército o a las Fuerzas Armadas; es también una afrenta a la naturaleza humana, a la convivencia colectiva, a los principios sociales, a las leyes que nos hemos dado y al Estado de derecho. Nuestros soldados fueron emboscados por otro grupo… de enfermos, insanos, bestias criminales con armas de alto calibre... Seres sin conciencia...".

### Operación Barcina
A las 8 de la noche del jueves 9 de febrero del 2017, el mismo cuerpo de élite que logró la captura de Joaquín Guzmán Loera (el chapo Guzmán) realizó un operativo para capturar al líder del Cártel de los Mazatlecos, Juan Francisco Patrón Sánchez. Lo que lo convirtió en un objetivo prioritario, fue su presunta responsabilidad en la emboscada del 30 de septiembre del año anterior en contra de tropas mexicanas, a lo largo del día se realizaron 3 enfrentamientos en Tepic, Nayarit, durante el operativo, los elementos de la marina realizaron disparos desde un helicóptero para hacer retroceder a los criminales, y que las tropas en tierra pudieran ingresar al área.

### Situación de la guerra al final del gobierno de Peña Nieto
A pesar de la desarticulación de la mayoría de los carteles contra los que se lanzó la ofensiva militar de 2006, y las capturas y/o muertes de 35 de los 40 capos más buscados por las autoridades mexicanas, el principal objetivo de la ofensiva militar (disminuir la violencia) aún esta lejos de ser alcanzado; las muertes se siguen incrementando día a día debido a que los carteles debilitados y fragmentados se empeñan en no perder el poder local e internacional (esto último, en el caso del Cartel del Noreste) que aún poseen, convirtiendo las ciudades y regiones de su influencia en campos de batalla entre ellos mismos, provocando cientos de muertes incluyendo civiles. Para finales de 2015, la mayoría de los enfrentamientos se daban entre facciones de una misma organización quienes pelean por el control territorial; por su parte, las fuerzas armadas siguen tratando de frenar estos enfrentamientos. Por otro lado, todos los días hay más y más civiles armándose para protegerse de los ataques de los carteles trabajando en labores de seguridad. Desde el 2017, la guerra está en un estado de estancamiento donde no hay visibles ganadores ni perdedores, con excepción de los capos encarcelados y las organizaciones disueltas e inactivas. 
Según los analistas, uno de los objetivos del combate al crimen organizado era fracturar estas organizaciones para que pudieran ser tratadas con más facilidad por las policías federales, estatales y locales. Dicho objetivo ya se logró, y hasta 2017, solo los carteles de Jalisco Nueva Generación y de Sinaloa aún mantienen sus estructuras criminales pese a los golpes dados, así como su capacidad operativa. El Cártel de Sinaloa fue, durante más de 20 años, la organización criminal más poderosa de México y una de las más importantes del mundo debido a sus contactos internacionales, en cada continente, para traficar drogas y armas, haciendo cuestionable la estrategia del gobierno mexicano en su lucha contra el narcotráfico; sin embargo, las autoridades mexicanas manifiestan que, en 2018, el poderío del crimen organizado nacional que tenía el Cártel de Sinaloa decayó con la extradición del Chapo Guzmán, beneficiando con ello al Cártel de Jalisco Nueva Generación. Los actuales jefes de estos carteles son los capos más importantes de México y objetivos de alto valor para las autoridades mexicanas y estadounidenses: Nemesio Oseguera Cervantes "El Mencho", jefe del Cártel Jalisco Nueva Generación, e Ismael Zambada García "El Mayo", jefe del Cártel de Sinaloa; este último, con más de 50 años fugitivo de las autoridades. El gobierno de Estados Unidos ofrece una recompensa de USD$5 millones de dólares, por cada uno, a quien brinde información que conduzcan a sus capturas y/o muertes; por otro lado, la PGR ofrece 30 millones de pesos, de manera individual, por el Mayo y el Mencho. A fines de 2018, el gobierno estadounidense aumentó a USD$10 millones de dólares la recompensa por información que conduzca a la captura del Mencho, convirtiéndose en el narcotraficante más buscado de este país.

## Presidencia de Andrés Manuel López Obrador
En diciembre de 2018, a días de tomar protesta, anunció el despliegue de 35 mil policías federales para el combate al crimen organizado. Posteriormente, Obrador señaló el 30 de enero de 2019, que la Guerra contra el Narcotráfico, supuestamente, "había terminado", por lo cual buscaría una nueva política para acabar con el crimen organizado.
Pese a esto la cifras de homicidios continuó en ascenso a la par del robo armado y cualquier otro acto delictivo, produciendo así la militarización de zonas clandestinas, la alta vigilancia de las calles de ciudades de mayor Índice de violencia organizada e incluyendo así la vigilancia de la frontera mexicana con Estados Unidos para combatir la crisis migratoria y el contrabando de drogas. 

### El culiacanazo
El 17 de octubre de 2019, después de 13 años de guerra, se dieron los Enfrentamientos de Culiacán por parte de la organización criminal Cártel de Sinaloa contra las fuerzas de seguridad del Ejército mexicano, a raíz de la captura (y posterior liberación) de Ovidio Guzmán López, hijo de El Chapo, el gobierno mexicano replegó a sus tropas y por orden presidencial, Ovidio Guzmán fue liberado.
- Captura, liberación y recaptura de Ovidio Guzmán López
- Captura de Genaro García Luna
- Captura de José Antonio Yépez Ortiz
- Captura de Juan Gerardo Treviño alias "El Huevo"
- Captura de Luis Cárdenas Palomino
- Captura de Rafael Caro Quintero
- Captura de Édgar Veytia, alias "El Diablo"
- Captura de José Roberto Stolberg alias "La Barbie,
- Captura del "76", ligado al Cartel de Santa Rosa de Lima;
- Captura de Amid, líder del Cartel de Sinaloa en Playa del Carmen,
- Captura de Adrián Alonso Guerrero conocido como "El 8"
- Captura de David López, alias "El Cabo 20"
- Captura de Rodolfo "N" alias "El Mostro"
- Captura de Edgar Pineda conocido como "El Chato"
- Captura de Tomás "N", alias "El Tom"
- Captura de Juan Manuel "N", alias "El Escorpión"
- Captura de Erick Joel, "N" alias "El M-3",
- Captura de Irving "N", alias "El profe"
- Captura de Armando Gómez "El Delta 1"
- Captura de Hernán Dante "N"
- Captura de Brian Alberto "N"
- Captura de "Don Carlos", denominado como el principal operador en Puerto Vallarta del Cártel Nueva Generación.
- Captura de Rosalinda "N", esposa de "El Mencho"

Al llegar el 2020, las fuerzas armadas de México combatieron simultáneamente al Covid-19 y al narcotráfico. Una recopilación de noticias hecha por periodistas de Nexos identificaron que 134 notas indican acciones de detención de 535 personas presuntamente relacionadas con la delincuencia organizada desde marzo a diciembre del mismo año. Mismas detenciones que se dieron en su mayoría en Guanajuato y Michoacán; estados bajo asedio del CJNG y su lucha violenta en contra del CSRL (Cartel Santa Rosa de Lima) y Cárteles Unidos.
Es decir, no hubo una desaceleración del narcotráfico en el año de inicio de la pandemia. Esto lo mostró un informe de la Administración de Control de Drogas (DEA) de los Estados Unidos, en la que se determinó que la operación y capacidad de los cárteles más grandes del país no se vieron significativamente afectadas por la pandemia con respecto a sus actividades de narcotráfico y producción de drogas. Incluso el CJNG y el cártel de Sinaloa utilizaron la pandemia para inflar artificialmente los precios de la metanfetamina. Mientras que debido a la pandemia, los cárteles han utilizado una serie de nuevas medidas para ganarse o aterrorizar a la población. Ejemplo de ello es que el Cártel del Golfo ha repartido despensas y suministros a poblaciones que están sufriendo a causa de la crisis económica de Covid-19. Por otro lado otras organizaciones criminales impusieron el confinamiento de las población, por ejemplo el Cartel de Sinaloa—quien amenazaba a todo aquel que no acatara las medidas implementadas debido a la pandemia.
El 11 de mayo del 2020, el presidente cambió su enfoque de ‘abrazos no balazos’ al aprobar un decreto que autoriza a los soldados a permanecer en las calles para luchar contra el crimen hasta el 2024. Plan que va de la mano con la reforma constitucional del 2019 que dio paso a la creación de la Guardia Nacional (GN), una nueva fuerza policial militarizada. La GN tiene el objetivo de tener una presencia permanente en las zonas marginales donde prosperan los cárteles. No obstante, a final del año, pese a que casi 100 mil elementos de la GN fueron desplegados y el confinamiento—los homicidios  se mantuvieron en niveles récord comparados al 2019 y 2018, e incluso en once entidades crecieron los asesinatos.

## Presidencia de Claudia Sheinbaum Pardo
- Captura de Edwin Antonio Rubio López alias "El Max" o "El Oso"
- Captura de Zhi Dong Zhang
- Extradición masiva a Estados Unidos de 29 narcotraficantes, entre ellos Rafael Caro Quintero, Miguel Treviño Morales, Vicente Carrillo Fuentes, Érick Valencia Salazar y Antonio Oseguera Cervantes.
- Localización del Campo de exterminio de Jalisco
- Captura de Pablo Edwin Huerta Nuño alias "El Flaquito", líder del Cártel de Tijuana

## Causas principales

#### Tráfico de drogas

Rutas del tráfico de drogas

México tiene un importante tránsito de drogas a través de la frontera con Estados Unidos, y es un país productor de drogas. Es el principal proveedor extranjero de cannabis, aunque su comercialización ha perdido importancia debido a la legalización, con fines medicinales, en varios estados norteamericanos, y un importante punto de entrada de la cocaína de América del Sur y las metanfetaminas de Asia a Estados Unidos. Al comienzo de sus actividades con drogas ilícitas, la mitad de los ingresos de los cárteles provenían de la producción y comercialización de cannabis pero, con el pasar del tiempo y el aumento del consumo en Estados Unidos de otras sustancias psicoactivas como la cocaína, heroína y metanfetaminas, el comercio de estas pasaron a ser su principal fuente de ingresos, sobre todo la cocaína, la cual traen de Colombia.
El Departamento de Estado de los Estados Unidos estima que el 90% de la cocaína que entra en Estados Unidos se produce en Colombia (seguido por Bolivia y Perú) y que la principal ruta de tránsito es a través de México. Los carteles de la droga en México controlan aproximadamente el 70% de los narcóticos extranjeros que fluyen en los Estados Unidos. A pesar de que México representa solo una pequeña parte de la producción de heroína en todo el mundo, México suministra la mayor parte, sino casi toda, la heroína que consume Estados Unidos.
En la actualidad y luego de varias décadas de disputas y guerras entre los carteles mexicanos, además de la desarticulación y debilitamiento de varios de estos por parte de las autoridades mexicanas y estadounidenses, el Cártel de Sinaloa es el único que ha mantenido su poder internacional pese a los golpes sufridos en su estructura luego de la captura y extradición de su máximo líder, Joaquín "El Chapo" Guzmán, a Estados Unidos, apoderándose del tráfico de cocaína colombiana en los mercados mundiales gracias a los contactos establecidos con la guerrilla de las FARC y los paramilitares de las AUC, ayudados también en el desmantelamiento, por parte de las autoridades colombianas, del último cártel importante que quedaba en el país: El Cártel del Norte del Valle. Luego de la desmovilización de estos grupos beligerantes en Colombia, los contactos pasan a aquellos que no aceptaron desmovilizarse conformando las llamadas Bandas Criminales o Bacrim, siendo el Cártel de Sinaloa el principal comprador de la cocaína que producen estos grupos criminales en las selvas colombianas, compras que se hacen en efectivo o intercambiando armas por drogas. Se dice que el Cartel de Sinaloa, al igual que Los Zetas, compra cocaína colombiana en Venezuela al llamado "Cártel de los Soles", una organización criminal supuestamente conformada por miembros corruptos de las fuerzas armadas de este país enquistados en el poder. Los Zetas también tenían negocios en Colombia, no tan importantes como los del Cartel de Sinaloa, para comprarle cocaína al Clan del Golfo. Ambas organizaciones también trafican con drogas sintéticas como metanfetaminas, las cuales traen de Asia para Estados Unidos.
El equilibrio de poder entre los distintos cárteles mexicanos se ha venido desplazando continuamente, a raíz de la guerra entre carteles, luego que nuevas organizaciones emergían y las mayores se debilitaban hasta el colapso. Una interrupción en el sistema, tales como las detenciones o muertes de líderes de los carteles, generaban grandes derramamientos de sangre para ver quién sería el sucesor. Debido a que las acciones del gobierno mexicano eran malas para el negocio del tráfico de drogas, los cárteles comenzaron a sobornar funcionarios mexicanos para tomar medidas contra un cártel rival o dejaban fugar información de inteligencia sobre las operaciones del cártel rival para el gobierno mexicano o para la DEA.
Mientras que muchos factores han contribuido a la escalada de violencia, los analistas de seguridad en la Ciudad de México trazaron los orígenes del flagelo creciente de la desintegración a un acuerdo implícito de toda la vida entre los narcotraficantes y los gobiernos controlados por el Partido Revolucionario Institucional (PRI), que perdió su control sobre el poder político a partir de finales de 1980.

#### Consumo
La prevalencia del consumo de drogas ilícitas en México es todavía baja en comparación con Canadá y los Estados Unidos. Sin embargo, con el creciente papel de México en el tráfico y producción de drogas ilícitas, la disponibilidad de estas sustancias ha aumentado desde la década de 1980. En las décadas anteriores a este periodo, el consumo no se generalizaba. Según los informes, las drogas en México son consumidas por personas con alto estatus socioeconómico, intelectuales y artistas. Estados Unidos es el mayor consumidor de cocaína del mundo, así como de otras drogas ilegales, su demanda es lo que motiva al negocio de la droga, el objetivo principal de los cárteles de la droga mexicanos es introducir narcóticos a los Estados Unidos. La tasa de exportación de cocaína a los Estados Unidos ha disminuido gracias a que los controles fronterizos se hicieron más estrictos en respuesta a los ataques del 11 de septiembre. Como consecuencia el precio de las drogas ha aumentado, especialmente en las zonas fronterizas populares entre los turistas de bajos ingresos de América del Norte. Los envíos de drogas a menudo se retrasan en las ciudades fronterizas de México antes de la entrega a estadounidenses; lo que ha obligado a los traficantes de droga a aumentar los precios para tener en cuenta los costos de transporte de los productos a través de fronteras internacionales, por lo que es un negocio más rentable para los capos de la droga, y probablemente ha contribuido a las mayores tasas de consumo local de drogas. Con el aumento de consumo de cocaína, se ha producido un aumento paralelo de la demanda de tratamiento de usuarios de drogas en México.

#### Pobreza
Uno de los principales factores que impulsa la guerra contra las drogas es la voluntad de las personas, principalmente de clase baja para ganar dinero fácil uniéndose a las organizaciones criminales, y el fracaso del gobierno para proporcionar los medios legales para la creación de puestos de trabajo bien pagados. De 2004 a 2008, la porción de la población que recibe menos de la mitad del ingreso medio aumentó del 17% al 21% y la proporción de población que vive en condiciones de pobreza extrema o moderada aumentó del 35 al 46% (52 millones de personas) entre 2006 y 2010
Entre los países de la OCDE, México tiene el segundo mayor grado de disparidad económica entre los extremadamente pobres y extremadamente ricos. La parte inferior del diez por ciento en la jerarquía dispone de ingresos de 1,36% de los recursos del país, mientras que el 10% dispone del 36%. La OCDE también señala que los gastos presupuestados de México para el alivio de la pobreza y el desarrollo social son solo alrededor de un tercio de la media de la OCDE.
En 2012 se estimó que los cárteles mexicanos emplean a más de 450.000 personas en forma directa y que más de 3,2 millones de personas dependían de forma indirecta en el tráfico de drogas. En ciudades como Ciudad Juárez, hasta el 60% de la economía dependía de la toma de dinero ilegítimo. Los cárteles mexicanos no se limitaron solo a las drogas básicas (cocaína, heroína y cannabis), también empezaron en la década del 2000 con el tráfico de drogas sintéticas como las anfetaminas y metanfetaminas fabricadas en México, pero cuyos componentes vienen de Asia (China, específicamente).

#### Ineficacia del Sistema Educativo
El analfabetismo y la falta de educación han perseguido a México durante gran parte de su historia. En 1940, el 58% de todos los mexicanos mayores de seis años eran analfabetos; en 1960, el 38%. El censo nacional de 1960 encontró que a medida que todos los mexicanos mayores de cinco años, el 43,7% no había completado un año de la escuela, el 50,7% había completado seis años o menos de la escuela, y solo el 5,6% restante había continuado estudiando después de seis años de la escuela.

## Paramilitares
Los paramilitares son una alternativa de los cárteles, estos grupos trabajan junto a ellos para proporcionar protección. Esta protección se inició con el enfoque de mantener el tráfico de drogas; Sin embargo, los grupos paramilitares ahora aseguran otras industrias valiosos como el petróleo y la minería. Se ha sugerido que el aumento de los grupos paramilitares coincide con la pérdida de la seguridad dentro del gobierno. Estos grupos paramilitares se produjo en un gran número de maneras. En primer lugar, ha habido grandes olas de las fuerzas armadas de élite y expertos en seguridad del gobierno que han abandonado el lado del gobierno y se unieron al lado de los cárteles, a menudo con grandes sobornos y una oportunidad para los tipos de riqueza que no pueden recibir en las posiciones del gobierno. El grupo paramilitar, Los Zetas fue el mayor grupo de paramilitares en México. Algunos de los miembros de élite de las fuerzas armadas que se unen a los paramilitares están entrenados en Escuelas Americanas. Estos paramilitares han comenzado a salir de una desregulación del ejército mexicano que ha sido reemplazado lentamente por las empresas de seguridad privada. Los paramilitares, incluyendo los Zetas, han entrado ahora en territorios desconocidos. Protegen no solo cárteles de la droga, sino también a muchos otros sectores económicamente rentables, como el petróleo, el gas, el secuestro y la electrónica de falsificación. Se ha producido una pérdida completa y total de control por parte del gobierno y la única respuesta ha sido aumentar la presencia del ejército, sobre todo un ejército cuyos funcionarios son a menudo pagados o que ya están en la nómina de cárteles de la droga. Los Estados Unidos ha intervenido para ofrecer apoyo en la "guerra contra las drogas" por la forma de la financiación, el entrenamiento y apoyo militar estadounidense, y la transformación del sistema judicial mexicano en paralelo el sistema americano.

## Carteles más poderosos
| N.º | Nombre                             | Inicio | Fundadores                                                                     | Estatus | Líder actual                                            | Alias                      | Expansión  |
| --- | ---------------------------------- | ------ | ------------------------------------------------------------------------------ | ------- | ------------------------------------------------------- | -------------------------- | ---------- |
| 1   | Cártel de Jalisco Nueva Generación | 2010   | Nemesio Oseguera Cervantes Érick Valencia Salazar (D) Martín Arzola Ortega (†) | Activo  | Nemesio Oseguera Cervantes                              | El Mencho                  | 27 Estados |
| 2   | Cártel de Sinaloa                  | 1977   | Ismael Zambada García (D)                                                      | Activo  | Iván Archivaldo Guzmán Salazar Ismael Zambada Sicairos  | El Chapito El Mayito Flaco | 21 Estados |
| 3   | Cártel del Noreste                 | 2014   | Juan Gerardo Treviño (D) Juan Francisco Treviño (D)                            | Activo  | Juan Cisneros Treviño                                   | La Sombra                  | 5 Estados  |
| 4   | La Familia Michoacana              | 2005   | Carlos Rosales Mendoza (†) Nazario Moreno González (†)                         | Activo  | Jhonny Hurtado Olascoaga José Alfredo Hurtado Olascoaga | El Pez El Fresa            | 4 Estados  |
| 5   | Cártel de Caborca                  | 2017   | Rafael Caro Quintero (D) Miguel Caro Quintero                                  | Activo  | José Gil Caro Quintero                                  | El Pelo Chino              | 4 Estados  |
| 6   | Cártel de Santa Rosa de Lima       | 2014   | José Antonio Yépez Ortiz (D) David Rogel Figueroa (†)                          | Activo  | Luis Antonio Yépez Cervantes                            | El Monedas                 | 3 Estados  |
| 7   | Cártel de los Beltrán Leyva        | 2008   | Arturo Beltrán Leyva (†) Carlos Beltrán Leyva (D)                              | Activo  | Fausto Isidro Meza Flores                               | El Chapo Isidro            | 3 Estados  |
| 8   | Cártel de Tijuana - Arellano Félix | 1982   | Benjamín Arellano Félix (D) Ramón Arellano Félix (†) Rafael Arellano Félix (†) | Activo  | Enedina Arellano Félix                                  | La Narcomami               | 2 Estados  |
| 9   | Guerreros Unidos                   | 2010   | Cleotilde Toribio Rentería (D) Mario Casarrubias Salgado (†)                   | Activo  |                                                         | El Chucky                  | 2 Estados  |
| 10  | Cártel Nueva Plaza                 | 2018   | Érick Valencia Salazar (D) Enrique Sánchez Martínez (†)                        | Activo  | Emmanuel Reyna Hernández                                | El 00                      | 2 Estados  |
| 11  | Unión Tepito                       | 2010   | Édgar Valdez Villarreal (D) Francisco Javier Hernández Gómez (†)               | Activo  |                                                         | El Buzz                    | 2 Estados  |
| 12  | Fuerza Anti-Unión                  | 2016   | Jorge Flores Conchas (D)                                                       | Activo  | Edwin Adrián Alonso Paredes                             | El Lucas                   | 2 Estados  |
| 13  | Cártel de Juárez                   | 1967   | Pablo Acosta Villarreal (†) Rafael Aguilar Guajardo (†)                        | Activo  | Juan Pablo Ledezma                                      | El J.L                     | 1 Estado   |
| 14  | Cártel de Los Viagras              | 2014   | Nicolás Sierra Santana                                                         | Activo  | Nicolás Sierra Santana                                  | El Gordo                   | 1 Estado   |
| 15  | Cártel del Sur                     | 2014   | Isaac Navarrete Celis                                                          | Activo  | Isaac Navarrete Celis                                   | El Señor de la I           | 1 Estado   |

## Armas

### Contrabando de armas

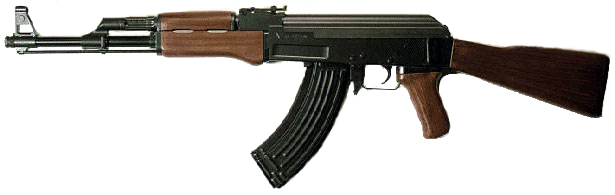
AK-47 (localmente conocida como Cuerno de chivo)

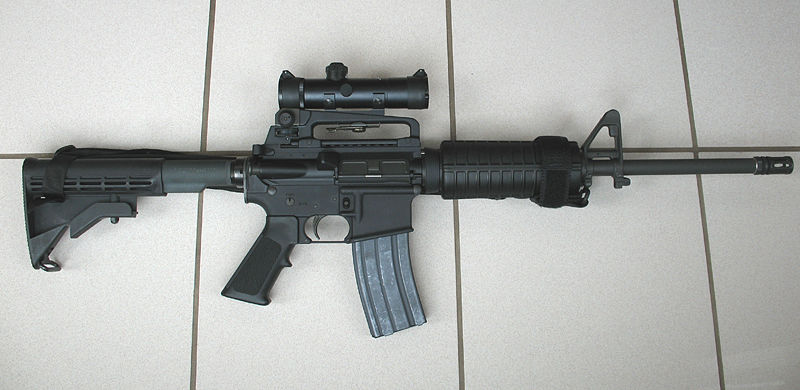
Carabina táctica AR-15 A3

Los mexicanos tienen un derecho constitucional que les permite poseer armas de fuego; legalmente se pueden comprar armas de fuego en una tienda en la Ciudad de México, pero es extremadamente difícil. La gran mayoría de armas utilizadas por civiles mexicanos son del mercado de armas estadounidense. Las granadas y lanzacohetes se introducen de contrabando a través de las frontera de Guatemala, como sobras de anteriores conflictos centrales-estadounidense. Sin embargo, algunas granadas también se introducen de contrabando desde los EE. UU. a México o robado del ejército mexicano.
Las armas más comunes utilizadas por los carteles son el AR-15, M16, M4, AK-47 y AKM. Las pistolas son muy diversas, pero el FN Five-Seven (apodado Mata Policías o asesino de policías por parte de delincuentes) es una opción popular debido a su capacidad perforante. Se conocen lanza-granadas que se han utilizado en contra de las fuerzas de seguridad mexicanas, H&K G36s y carabinas M4 con lanza-granadas M203 han sido confiscados.

### Orígenes de las armas

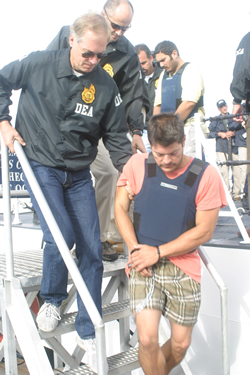
Francisco Javier Arellano Félix capturado por la DEA

Algunos investigadores han afirmado que la mayoría de las armas que se utilizan en México no son de vendedores de armas en los Estados Unidos; afirman que las armas que se utilizan son robadas por desertores de las fuerzas del gobierno, o se obtienen de los mercados negros de América Central. También existe una fuerte evidencia para la conclusión opuesta, lo que indica que muchas de las armas rastreables provienen de los mercados de armas estadounidenses y festivales que no tienen regulaciones para los compradores, y hay una coincidencia geográfica entre el origen americano de varias armas de fuego y los lugares donde estas armas se incautaron: principalmente en los estados del norte de México. La mayoría de las granadas y lanzacohetes se introducen de contrabando a través de las fronteras de Guatemala de Centroamérica. Sin embargo, algunas granadas también se introducen de contrabando desde los EE. UU. a México o son robadas al ejército mexicano. Funcionarios del DHS han declarado que la estadística es engañosa: de aproximadamente 30.000 armas incautadas en casos de drogas en México en 2004-2008, 7200 parecían ser de origen estadounidense, aproximadamente 4.000 fueron fabricadas por la ATF, y el 87 por ciento de los -3480-originado en los Estados Unidos.
En un esfuerzo por controlar el contrabando de armas de fuego, el gobierno de EE. UU. está ayudando a México con la tecnología, el equipo y la formación. El Proyecto Gunrunner era uno de esos esfuerzos entre los EE. UU. y México para colaborar en la localización de armas de fuego que se importen ilegalmente de los EE. UU.
En 2008, se informó falsamente, se dice, que el noventa por ciento de las armas, ya sean capturadas en México o interceptadas, eran de los Estados Unidos. El Departamento de Seguridad Nacional de EE. UU. y otros han disputado estas afirmaciones, señalando que la muestra mexicana presentada para el rastreo de la ATF es una fracción de las armas incautadas que parecen haber sido compradas en los EE. UU. o importado de los EE. UU.
En 2015, los informes oficiales del gobierno de Estados Unidos y la Oficina de Alcohol, Tabaco, Armas de Fuego y Explosivos (ATF) reveló que en los últimos años, los cárteles mexicanos mejoraron su poder en armas de fuego, y que el 70% de sus armas provienen de los EE. UU. Muchos de esas armas se fabrican en Rumania y Bulgaria, y luego son importadas a EU. Los cárteles mexicanos adquieren las armas de fuego, principalmente en los estados del sur de Texas, Arizona y California. Después de los Estados Unidos, los cinco principales países de origen de las armas de fuego incautadas en México fueron España, China, Italia, Alemania y Rumanía. Estos cinco países representan el 17% de las armas de fuego de contrabando en México.

### Proyecto Gunrunner
El Proyecto Gunrunner tiene el objetivo de detener la venta y exportación de armas de Estados Unidos a México con el fin de debilitar armamentisticamente y económicamente a los Cárteles de la droga. Sin embargo, en febrero de 2011, provocó un escándalo cuando el proyecto fue acusado de llevar a cabo lo contrario, se descubrió que permite y facilita las ventas de armas de fuego para los traficantes, y permite que las armas sean llevadas libremente a México. Varias de las armas vendidas bajo el Proyecto Gunrunner fueron recuperadas de la escena del crimen en Arizona, y en escenas de crímenes en México, lo que resulta en una considerable controversia.
Un incidente notable fue la "Operación Cisne Negro", donde Joaquín Guzmán Loera fue finalmente capturado. La ATF confirma que una de las armas que la Armada de México incautó durante la operación fue un arma vendida durante el Proyecto Gunrunner.
Muchas armas del Proyecto Gunrunner se encontraron en un compartimiento secreto de la "casa de seguridad" de José Antonio Marrufo "El Jaguar", uno de los lugartenientes más sanguinarios de Guzmán. Se le acusa de muchas muertes en Ciudad Juárez, incluyendo la notoria masacre de 18 pacientes del centro rehabilitación "El Aliviane". Se cree que Marrufo mandó a sus hombres armados con armas compradas en los Estados Unidos.

## Efectos en México

### Campos de entrenamiento y exterminio
Desde 2019, se han reportado casos de supervivientes de campos de entrenamiento, que han contado a la prensa la forma en que los futuros sicarios (principalmente del CJNG) son entrenados. El modus operandi del cártel consiste en el reclutamiento forzado, al que las víctimas son obligadas tras secuestrarlas con ofertas de empleo falsas publicadas en redes sociales. Los supervivientes han contado que el entrenamiento es de tipo militar, y que prácticas como la tortura, el asesinato y el canibalismo son comunes. Se han encontrado este tipo de campos de entrenamiento en Jalisco, Veracruz, Tabasco y Tamaulipas, entre otros. 
El caso más mediático fue el descubrimiento de un campo de entrenamiento y exterminio en el municipio de Teuchitlán, Jalisco, en marzo de 2025, donde se encontraron cientos de zapatos y ropa, así como otros objetos personales pertenecientes a víctimas del cártel. También se encontraron fosas y crematiorios clandestinos, así como altares a la Santa Muerte. Según testimonios, más de mil 500 personas habrían pasado por este campo entre 2018 y 2024. Entre las atrocidades que el cártel cometió en este sitio, se ha hablado de mantener a personas desnudas bajo el sol por días, encerrarlas en jaulas con púas, arrojarlas a zonas con cerdos hambrientos y extracción de órganos a menores de edad.  La Conferencia del Episcopado Mexicano se pronunció ante este caso como «una de las expresiones más crueles de maldad y miseria humana que hemos presenciado en nuestro país». La oficina de la ONU para los derechos humanos reclamó a México una «investigación exhaustiva» sobre este caso.

### Damnificados
A finales de 2013, el número estimado de muertos en la guerra contra el narcotráfico en México fue de más de 111 000 personas.
Hasta el año 2012, el número de muertos en noviembre estaba en 18 161.
A través de 2013, el número de muertos en noviembre estaba en 10 929.

### Ataques contra civiles
En consecuencia de las constantes peleas internas de los carteles, se incrementaron los ataques a la población civil, pasando de ser daños colaterales a objetivos de los mismos criminales, ya sea por intimidación, por denunciar crímenes, o por apoyar a grupos enemigos.
- 25 de enero. El cártel del golfo y los zetas tienen una ruptura definitiva, e inicia un conflicto entre ambos carteles por el control de Tamaulipas ambos grupos por la necesidad de ''soldados'' empiezan a reclutar mediante la ''leva'' a cientos de jóvenes en el estado.

- 31 de enero. Masacre de Villas de Salvárcar. 14 jóvenes son asesinados y 14 son heridos —3 de ellos morirán como consecuencia de la agresión— en una fiesta de estudiantes en ese vecindario de Ciudad Juárez (Chihuahua).

- 23 de febrero. Se da el primer enfrentamiento Masivo en Ciudad Mier (Tamaulipas) en el cual participan convoyes de más de 30 camionetas del CDG Y los Zetas lo que provoca un éxodo masivo de civiles para a huir de los combates

- 10 de junio. Un comando armado ataca el centro de rehabilitación para drogadictos Fe y Vida de Chihuahua (Chihuahua) y deja 19 muertos. según las primeras versiones, en el centro de rehabilitación cristiano estaban internados miembros de la pandilla de «Los Mexicles», vinculados al Cártel de Sinaloa, que mantienen una guerra con la banda de «Los Aztecas», ligados al Cártel de Juárez.[146][147]

- 14 de junio. 12 agentes federales perdieron la vida al ser emboscados, según los medios locales e internacionales, en venganza por detenciones de miembros de La Familia Michoacana. Con estas y sumado el hecho del 10 de junio más las diferentes ejecuciones a lo largo del país, sumaron 77 las víctimas mortales, la prensa nacional calificó a ese fin de semana como la jornada más violenta durante el gobierno de Felipe Calderón Hinojosa.[148][149]

- 15 de septiembre. En Morelia, Michoacán, se lanzan varias granadas contra civiles durante los festejos del Grito de Dolores. El atentado dejó 8 civiles muertos y 113 heridos.[150]

- 27 de octubre. Un comando armado en Tepic asesina a 15 jóvenes la tarde en un autolavado denominado Autolavado Gamboa en la colonia Rey Nayar en el hecho conocido como la Masacre del 27 de octubre.

- 26 de junio. El cantante de banda Sergio Vega, conocido como El Shaka, es asesinado a las afueras de la ciudad de Los Mochis, Sinaloa.

- 28 de junio. El candidato Rodolfo Torre Cantú por el PRI quien era favorito para llegar a ocupar la gubernatura del estado mexicano de Tamaulipas fue emboscado y asesinado junto con su comitiva en la Carretera Federal 70 tramo Soto La Marina -Ciudad Victoria.[151] Las investigaciones apuntan a sicarios de Los Zetas.[152]

- 15 de julio. Es asesinado el sobrino del gobernador electo del estado de Chihuahua, César Duarte Jáquez en un presunto secuestro.[153]

- 15 de julio. Se perpetra un ataque directo a transportes de fuerzas federales en Ciudad Juárez, un presunto Coche bomba fue detonado o embestido según diferentes versiones, contra dos patrullas, utilizando explosivos plásticos C-4,[154]
- 16 de julio. Los zetas y el cártel del golfo efectúan una serie de ataques y emboscadas en la ciudad de Nuevo Laredo Tamaulipas en contra de locales de comerciantes, además de un enfrentamiento con fuerzas federales en poniente de la ciudad, es uno de los enfrentamientos mejor documentados de todo el conflicto.

- 18 de julio. Masacre de Torreón. 17 personas mueren y nueve más son heridas en una fiesta de cumpleaños en el municipio de Torreón. Los responsables se encontraban presos en el Centro de Readaptación Social de la ciudad, y se trasladaron al lugar de los hechos en vehículos, armas y vestuario de los cuerpos de seguridad del penal.[155]

- 22-23 de agosto. Primera masacre de San Fernando. 72 inmigrantes indocumentados son asesinados en El Huizachal, municipio de San Fernando (Tamaulipas). El sobreviviente Freddy Lala, ecuatoriano, denuncia los hechos a las autoridades mexicanas.[156]

- 28 de diciembre. Ataque a Tierras Coloradas. Ante amenazas de narcotraficantes, los pobladores tepehuanos de Tierras Coloradas, en el municipio de Mezquital (Durango), abandonan la localidad para refugiarse en la sierra. La población fue arrasada por un comando armado. Los hechos se conocen varios días después.[157]

- 27 de agosto de 2019: Resultan asesinados 26 personas en un centro nocturno en Coatzacoalcos, Veracruz, tras un ataque armado.[158]

- 14 de octubre de 2019: En una emboscada orquestada por el Cartel Jaliso Nueva Generación (CJNG) asesinan a 13 policías estatales en la comunidad de El Aguaje, Michoacán.[159]

- 17 de octubre de 2019: Tras un operativo realizado por el Ejército para la captura de Ovidio Guzmán López, hijo de Joaquín Guzmán Loera, sicarios sitian Culiacán, Sinaloa. Durante la tarde del jueves 17 de octubre, miembros del crimen organizado sostuvieron numerosas balaceras por distintos puntos de la capital sinaloense, derivando en la liberación de Guzmán López.[160]

### Masacres y explotación de migrantes
Los cárteles participan en el secuestro, rescate, asesinato, robo y extorsión de migrantes que viajan desde América Central a través de México en su camino hacia El Norte (Estados Unidos y Canadá). A veces los carteles obligan a los migrantes a unirse a su organización y trabajar para ellos. Las fosas comunes que han sido descubiertas en México contienen los cuerpos de muchos migrantes. En 2011, 177 cadáveres de migrantes fueron descubiertos en una fosa común en Tamaulipas, la misma zona donde los cuerpos de 72 migrantes fueron descubiertos en 2010. En un caso en San Fernando, Tamaulipas, la mayoría de los muertos eran migrantes y "habían muerto a causa de un fuerte traumatismo en la cabeza." 
Los cárteles también se han infiltrado en las agencias de inmigración del gobierno mexicano, y han realizado agresiones y amenazas a los funcionarios de inmigración. La Comisión Nacional de Derechos Humanos de México (Comisión Nacional de los Derechos Humanos, CNDH) dice que 11.000 migrantes habían sido secuestrados en 6 meses en 2010 por carteles de la droga.

### Tráfico de humanos
Hay vínculos documentados entre los cárteles de la droga y el tráfico de personas para utilizarlos en trabajos forzados, prostitución forzada y violación. La esposa de un narco describió el sistema en el que las jóvenes se convierten en prostitutas y luego se ven obligadas a trabajar en las fábricas de droga. Alrededor del año 2011, según informes, Los Zetas comenzaron a moverse en el negocio de la prostitución (incluida la prostitución de niños) después de haber sido previamente solo "proveedores" de las mujeres en las redes ya existentes.
El Departamento de Estado de EE. UU. dice que la práctica del trabajo forzoso en México es mayor en extensión que la prostitución forzada. MMMMM Periodistas mexicanos como Lydia Cacho han sido amenazados, golpeados, violados y obligados a exiliarse por informar sobre estos hechos.